# Thomas Lilti
Thomas Lilti (30 mei 1976) is een Frans filmregisseur en scenarioschrijver.

## Biografie
Thomas Lilty combineert zijn beroep van huisarts met dat van regisseur en scenarioschrijver. Als 16-jarige was Lilty reeds geïnteresseerd in cinema maar opteerde voor studies geneeskunde. Tijdens zijn studies maakte hij drie korte films, die gepresenteerd werden op filmfestivals voor studenten. In 2007 regisseerde hij zijn eerste langspeelfilm Les Yeux bandés. Daarna werkte hij mee aan verschillende projecten voor televisie en in 2014 volgde zijn tweede speelfilm Hippocrate die drie César-nominaties kreeg.

## Filmografie

### Regie
- Quelques heures en hiver (kortfilm, 1999)
- Après l'enfance (kortfilm, 2002)
- Roue libre (kortfilm, 2004)
- Les Yeux bandés (2007)
- Hippocrate (2014)
- Médecin de campagne (2016)

### Scenario
- Les Yeux bandés (2007)
- Cœur Océan, televisieserie, seizoen 4 & 5 (2009-2010)
- Télé gaucho  (2011)
- Mariage à Mendoza (2011)
- Hippocrate (2014)
- Médecin de campagne (2016)

## Prijzen en nominaties
De belangrijkste:
| jaar | prijs         | categorie              | genomineerde(n)                                                  | uitslag     |
| ---- | ------------- | ---------------------- | ---------------------------------------------------------------- | ----------- |
| 2015 | César         | Beste regisseur        | Hippocrate                                                       | Genomineerd |
| 2015 | César         | Beste origineel script | Hippocrate (samen met Julien Lilty, Baya Ksami & Pierre Chosson) | Genomineerd |
| 2015 | César         | Beste film             | Hippocrate                                                       | Genomineerd |
| 2015 | Prix Lumières | Beste scenario         | Hippocrate (samen met Julien Lilty, Baya Ksami & Pierre Chosson) | Genomineerd |